# Turks

Officiële taal
Erkende minderheidstaal
Regionaal erkende minderheidstaal

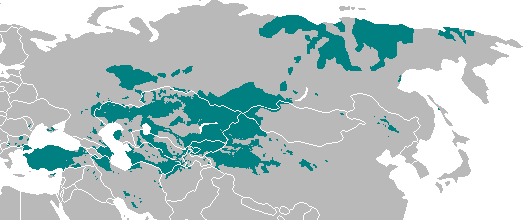
De Turkse talen zijn zeer wijdverspreid, maar toch zo nauw verwant dat het volgens taalwetenschappers meer dialecten zijn dan talen.

Het Turks (Türkçe) of Anatolisch Turks is een van de Turkse talen en de officiële taal van Turkije. Het Turks is ook een van de officiële talen van Cyprus en enkele gemeenten van Noord-Macedonië. Buiten Turkije wordt de taal gesproken door Turkse minderheden in landen in de Balkan, de Kaukasus en de Arabische wereld zoals Irak, Griekenland, Bulgarije, Kosovo, Bosnië en Herzegovina, Syrië, Roemenië, Moldavië en Azerbeidzjan. Door afstammelingen van Turkse emigranten (van het Ottomaanse Rijk) in de Arabische wereld, de Turkmenen in Irak en Syrië, worden Turkse dialecten gesproken. Turks wordt tevens gesproken door miljoenen Turkse emigranten en hun nakomelingen in andere landen, zoals Duitsland, Nederland en België.
Het Turks is een agglutinerende taal met klinkerharmonie. Zeer vaak wordt het Turks als voorbeeld genoemd als men het heeft over agglutinerende talen.
De oudste geschreven bronnen in een Turkse taal zijn runeninscripties uit de 8ste eeuw.
Hoewel het eigenlijk dezelfde taal betreft, gaan de verschillen tussen het hedendaagse Turks en het Osmaans verder dan alleen het schrift. Het Osmaans is namelijk doorspekt met zeer veel Arabische en Perzische leenwoorden en door taalzuivering heeft men die invloed in het hedendaagse Turks drastisch gereduceerd. Hierdoor is er een groot verschil in woordenschat ontstaan. Terwijl het Osmaans als elitetaal van de edelen, de geestelijkheid en de rijken voor het volk onverstaanbaar was, werd het puristische Öztürkçe, dat als reactie in opdracht van Kemal Atatürk werd ontworpen, ook door maar weinigen begrepen. Na een aantal zeer controversiële taalhervormingen, die niet zelden gepaard gingen met een (gewelddadige) regimewisseling, is de huidige Turkse schrijftaal ontstaan, die heel redelijk bij de spreektaal aansluit.

## Classificatie
Het Turks maakt deel uit van de familie van Turkse talen, die ook gesproken worden in een groot deel van Centraal-Azië, en die een zo grote onderlinge verwantschap hebben, dat ze grotendeels onderling verstaanbaar zijn.
De Turkse talen worden door enkele academici gerekend tot de Altaïsche talen, maar deze theorie is zeer omstreden en wordt vandaag de dag door de meeste taalkundigen verworpen.

## Turks alfabet
Het Turks wordt geschreven met het - enigszins aangepaste - Latijnse alfabet. Zo zijn onder andere de letters x, q en w niet opgenomen in het alfabet, terwijl er wel andere, extra letters zijn toegevoegd, zoals ç, ğ, ı, ö, ş en ü. Met zijn aanpassingen noemt men dit het Türk alfabesi (Turks alfabet). Dit werd in 1928 in het kader van de Kemalistische hervormingen in Turkije ingevoerd. Tot dan werd het, eveneens enigszins aangepaste, Perzisch-Arabische alfabet gebruikt. In dat alfabet geschreven noemt men de taal meestal Osmaans (Turks: Osmanlıca).
Het Turks alfabet bevat 29 letters. De letters Ç, Ğ, İ, Ö, Ş en Ü komen niet voor in het Nederlands alfabet, maar de Ö en Ü worden wel gebruikt in het Nederlands. De letters Q, W en X komen niet voor in het Turks, maar de W wordt wel gebruikt voor op het internet.
| a - A | b - B | c - C | ç - Ç | d - D | e - E | f - F | g - G |  |

| ğ - Ğ | h - H | ı - I | i - İ | j - J | k - K | l - L | m - M |  |

| n - N | o - O | ö - Ö | p - P | r - R | s - S | ş - Ş | t - T |  |

| u - U | ü - Ü | v - V | y - Y | z - Z |  |

### Uitspraak letters
Dit is de uitspraak van enkele letters uit het Turkse alfabet.
| c | dzj (Engels General)                |
| ç | tsj (Tsjechië)                      |
| ş | sj (sjouwen)                        |
| ı | ə (de), (Engels sir)                |
| ğ | overgangsletter, doğa de o wordt oo |
| v | w                                   |
| y | j                                   |
| j | zj (Frans Jacques)                  |
| u | oe                                  |
| ü | u (minuut)                          |
| ö | korte eu (deur)                     |
| g | (Frans garçon)                      |

## Woordstructuur
Naar zijn morfologie is Turks een agglutinerende taal met morfemen die aan een wortel worden gehangen "zoals parels aan een snoer". Er zijn geen voorvoegsels en er is geen productieve samenstelling zoals in het Duits en het Nederlands. Samenstellingen die tot de vaste woordenschat behoren, hebben een niet-samengestelde betekenis; zo is acemborusu (letterlijk "Perzische pijp") gewoon de naam van een bloem. Woorden ontstaan door een zeer productieve affixatie van meervoudige achtervoegsels aan een kernwoordenlijst van ongeveer 30.000 wortels, eigennamen uitgezonderd. De zelfstandige naamwoorden hebben geen klasse en geen morfologisch of grammaticaal geslacht.
Klinkerharmonie is de overeenkomst tussen opeenvolgende lettergrepen volgens de articulatie van de klinkers. Turks kent zowel een tweevoudige als een viervoudige klinkerharmonie. Bij de tweevoudige klinkerharmonie worden de klinkers ingedeeld in twee families:
- voorklinkers: e i ö ü
- achterklinkers: a ı o u

Achtervoegsels bestaan uit een of twee lettergrepen, en de klinkers in de achtervoegsels worden aangepast aan de laatste klinker uit het stamwoord. Zo wordt het meervoud in het Turks gevormd door aan het zelfstandig naamwoord het achtervoegsel -ler of -lar toe te voegen naargelang van de familie van de laatste klinker van dat zelfstandig naamwoord. Het meervoud van kitap (boek) is kitaplar, terwijl het meervoud van şişe (fles) şişeler is.
Bij viervoudige klinkerharmonie heeft een achtervoegsel 4 verschillende varianten. Het achtervoegsel dat de functie van het Nederlands bepaald lidwoord vervult, heeft de varianten -ı, -i, -u en ü met daarnaast nog de vormen -yı, -yi, -yu en yü voor zelfstandige naamwoorden die op een klinker eindigen.

## Woordvolgorde
De natuurlijke woordvolgorde van een taal is de volgorde van het onderwerp, werkwoord en lijdend voorwerp in een neutrale (d.w.z. zonder bijzondere klemtoon), actieve, mededelende zin. Turks is een SOV-taal, wat wil zeggen dat een typische mededelende zin begint met het onderwerp, gevolgd door het lijdend voorwerp, en eindigt met het werkwoord.
In principe leveren de 3 zinsdelen onderwerp (subject, S), voorwerp (object, O) en werkwoord (verbum, V) 6 mogelijke volgordes op, maar de talen van de wereld zijn ongelijk gegroepeerd. SOV-talen zoals het Turks vormen nipt de grootste groep met 45% van alle bekende levende talen, gevolgd door SVO-talen zoals het Nederlands met 42%.
Het Turks taalgebruik laat echter zeer veel variatie toe, zelfs (in tegenstelling tot andere SOV-talen zoals Koreaans en Japans) door zinsdelen achter het werkwoord te plaatsen. De volgende 6 zinnen zijn allemaal correcte Turkse vertalingen van "De auteur beëindigde het artikel":
- Yazar makale-yi bitir-di. SOV

Auteur artikel (accusatief) beëindig (verleden tijd)
- Makale-yi yazar bitir-di. OSV
- Makale-yi bitir-di yazar. OVS
- Yazar bitir-di makale-yi. SVO
- Bitir-di yazar makale-yi. VSO
- Bitir-di makale-yi yazar. VOS

De onderlinge volgorde van lijdend voorwerp en werkwoord is, om taalevolutionaire redenen, nauw verbonden met de volgorde van andere zinsdelen en woordgroepen. Zo komt het dat de volgende lange Turkse zin bijna exact de omgekeerde woordvolgorde heeft van zijn Engelse vertaling:
şehirli leştir eme dik ler imiz den siniz
you are (siniz) one of (den) those (ler) whom (dik) we (imiz) can't (eme) turn (leştir) into a town-dweller (şehirli)
(U bent een van hen van wie we geen stedeling kunnen maken)

## Zuivering en hervorming in de 20ste eeuw

Diagram van de oorsprong van Turkse woorden.

Door contacten met Perzen en Arabieren, door de islam als staatsgodsdienst en door zijn positie als officiële taal van het Ottomaanse Rijk, onderging het Turks een buitengewoon sterke invloed van het Perzisch en het Arabisch, niet alleen door leen- en bastaardwoorden maar ook door grammaticale constructies. Het alfabet was ontleend aan de Perzische versie van het Arabische alfabet. Het ambtelijke en militaire taalgebruik week op den duur zo sterk af van de volkstaal in het Turkse kerngebied Anatolië, dat het een afzonderlijke naam kreeg: Osmaans. Vanaf de negentiende eeuw gingen nationalistische stemmen op om de taal de zuiveren van vreemde invloeden. Na de Eerste Wereldoorlog werd taalpurisme een politiek programmapunt van Atatürk.
Op 1 november 1928 besliste het parlement, onder invloed van Atatürk, tot een snelle overschakeling op een nieuw Turks alfabet, gebaseerd op het Latijnse. Vanaf 1929 mochten geen nieuwe boeken in het oude alfabet verschijnen en na 1 juni 1929 moest alle briefwisseling tussen privépersonen en overheidsdiensten de nieuwe letters gebruiken. Een eerdere poging van Enver Pasja om in 1913 het alfabet te hervormen door een aanpassing van de Arabische letters, was mislukt.
Op 12 juli 1932 richtte de regering van Atatürk de Türk Dili Tetkik Cemiyeti (Turkse Maatschappij voor Taalstudie) op, 4 jaar later hernoemd tot Türk Dil Kurumu (TDK), met als doel de creatie van Turkse vervangers voor vreemde woorden in het Ottomaans. Het instituut bleef tot in 1983 lijsten met nieuwe woorden maken waarvan vele ook daadwerkelijk ingang vonden in het dagelijks taalgebruik. De leden van de TDK waren meestal geen taalkundigen en de vorming van de nieuwe woorden had vaak een discutabele wetenschappelijke onderbouwing. Hoogtepunt van de pseudowetenschappelijke achtergrond van de taalhervorming was de 'Theorie van de zonnetaal,' een hypothese die Atatürk zelf in 1935 ontwikkelde na het lezen van een verhandeling van Hermann Kvergić. Volgens deze theorie hadden alle talen van de wereld, ook de Europese, het Turks als gemeenschappelijke voorouder (zie ook panturkisme). Sommigen hebben hierin een maneuver gezien om de overijverige TDK tot pragmatisme aan te zetten en ingeburgerde Arabische en Perzische woorden met rust te laten. Het is voor Turken niet gemakkelijk teksten te lezen van voor de grote taalzuivering. De belangrijke zesdaagse toespraak Nutuk die Atatürk in 1927 hield om het einde van het Ottomaanse Rijk en de opkomst van de Republiek Turkije aan te kondigen, moest in 1963 'vertaald worden in hedendaags taalgebruik', en minder dan twintig jaar later was een nieuwe hertaling nodig. De TDK ging zich later vooral bezig houden met voorstellen voor alternatieven voor Engelse woorden.

## Enkele Turkse uitdrukkingen met Nederlandse vertaling
| Nederlands                 | Turks                             |
| -------------------------- | --------------------------------- |
| hallo                      | merhaba                           |
| goedemorgen                | günaydın                          |
| doei                       | güle güle                         |
| alstublieft (in vraagvorm) | lütfen                            |
| dank u                     | teşekkür ederim                   |
| ja                         | evet                              |
| nee                        | hayır                             |
| Turks                      | Türkçe                            |
| Nederlands (Hollands)      | Hollandaca                        |
| Nederlander (Hollander)    | Hollandalı                        |
| Kunt u Nederlands spreken? | Hollandaca konuşabiliyor musunuz? |
| Ik weet het niet.          | Bilmiyorum                        |
| Kunt u Engels spreken?     | İngilizce konuşabiliyor musunuz?  |
| Ik heet .....              | Benim adım ......                 |
| Hoe heet jij?              | Senin adın ne?                    |